# Canistrum camacaense
Canistrum camacaense är en gräsväxtart som beskrevs av Gustavo Martinelli och Elton Martinez Carvalho Leme. Canistrum camacaense ingår i släktet Canistrum och familjen Bromeliaceae. Inga underarter finns listade i Catalogue of Life.